# 古費爾施托克山
47°01′30″N 9°08′48″E / 47.02499°N 9.14658°E

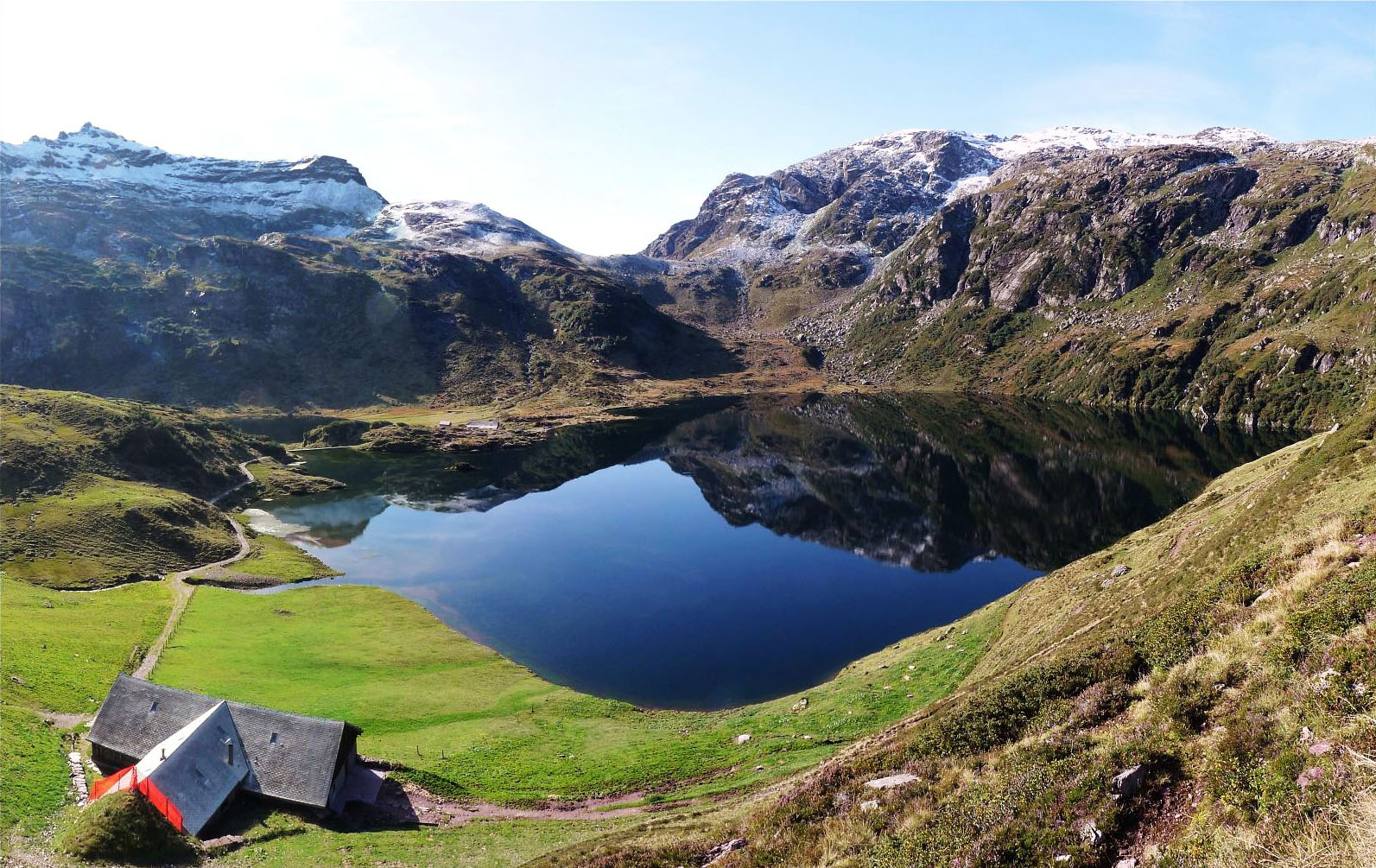

古費爾施托克山（Gufelstock），是瑞士的山峰，位於該國中東部，由格拉魯斯州負責管轄，屬於格拉魯斯山的一部分，海拔高度2,436米，每年平均降雨量1,929毫米。